# سامي أرينا
سامي أرينا (بالإنجليزية: Sammy Arena)‏ هو مغني أمريكي، ولد في 1 سبتمبر 1931 في تامبا في الولايات المتحدة، وتوفي بنفس المكان في 5 ديسمبر 2012.